# Capitol Peak
Capitol Peak je hora v západní části středního Colorada, v kraji Pitkin County. Capitol Peak je s nadmořskou výškou 4 307 m třetí nejvyšší horou pohoří Elk Mountains, které leží v jižních Skalnatých horách.  
Hora leží 23 km západně od známého lyžařského centra Aspenu.